# Apocalyptica
Az Apocalyptica egy finn, helsinki illetőségű zenekar, melynek jelenlegi négy tagja Eicca Toppinen, Paavo Lötjönen, Perttu Kivilaakso és Mikko Sirén. Régebben is négyen voltak, előző tag volt Antero Manninen és Max Lilja, bár Antero Manninen még mindig fellép a színpadon, ha tud. Mikko Sirén 2003 óta turnézik a zenekarral, az Apocalyptica c. albumon már ő dobolt 2005-ben. 2006-tól hivatalosan is tag.
Különlegességük, hogy – bár komolyzenei tanulmányaik vannak, és komolyzenét is játszanak – heavy metalt játszanak csellón. Saját számaik a komolyzenét és a heavy metalt ötvözik.
Az Apocalyptica az alábbi zenekarok és zeneszerzők dalaiból készített feldolgozást, saját dalaik mellett:
- Metallica
- Faith No More
- Sepultura
- Pantera
- Slayer
- Rammstein
- Edvard Grieg
- David Bowie
- Sabaton

## Az együttes tagjai

### Jelenlegi tagok
- Eicca Toppinen –  cselló
- Paavo Lötjönen – cselló
- Perttu Kivilaakso – cselló
- Mikko Siren – dob (a Megaphone tagja is)
- Franky Perez – ének

A koncertjeiken az együttes korábbi tagja, Antero Manninen is csatlakozni szokott.

### Korábbi tagok
- Antero Manninen (jelenleg a finn Tahu Symphony Orchestraban játszik)
- Max Lilja (jelenleg a Hevein és a Tekijä Tuntematon finn együttesekben játszik)

### Vendég közreműködők

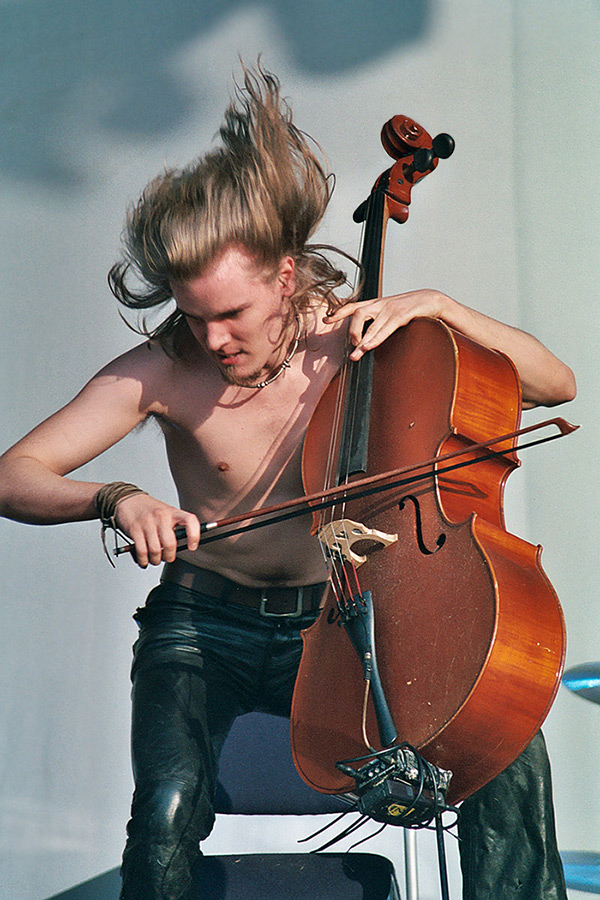
Apocalyptica, Perttu Kivilaakso, live 2003

- Adam Gontier / Three Days Grace (I Don't Care)
- Brent Smith/ Shinedown ( Not Strong Enough)
- Corey Taylor / Slipknot/Stone Sour (I'm not Jesus)
- Cristina Scabbia / Lacuna Coil (S.O.S. (Anything but Love))
- Dave Lombardo / Slayer (Reflections, Apocalyptica és Worlds Collide)
- Emmanuelle Monet (Manu) / Dolly (En Vie)
- Gavin Rossdale / (End of Me)
- Lacey Sturm / Flyleaf (Broken Pieces)
- Lauri Ylönen / The Rasmus (Life Burns! és Bittersweet)
- Linda Sundblad / Lambretta (Faraway Vol. 2)
- Marta Jandová / Die Happy (Wie Weit/How Far)
- Mats Levén / Therion, Krux (S.O.S.//I Don't Care háttérvokálok)
- Matt Tuck / Bullet for my Valentine (Repressed)
- Matthias Sayer / Farmer Boys (band) (Hope Vol. 2)
- Max Cavalera / Soulfly és ex-Sepultura (Repressed)
- Nina Hagen / (Seemann)
- Richard Z. Kruspe / Rammstein (Helden)
- Sandra Nasic / Guano Apes (Path Vol. 2)
- Till Lindemann / Rammstein (Helden)
- Tomoyasu Hotei / (Grace)
- Toryn Green / Fuel (I don't Care/I'm Not Jesus/Life Burns/Helden a Worlds Collide amerikai turnéján)
- Ville Valo / HIM (Bittersweet)
- Kyo / Dir en grey (Bring Them To Light)

## Diszkográfia

### Albumok
- Plays Metallica by Four Cellos (1996)
- Inquisition Symphony (1998)
- Cult (2000)
- Reflections (2003)
- Apocalyptica (2005)
- Worlds Collide (2007)
- 7th Symphony (2010)
- Shadowmaker (2015)
- Cell-0 (2020)
- Plays Metallica Vol. 2 (2024)

### Kislemezek
- Apocalyptica (1996)
- Harmageddon (1998)
- Path vol. 2 feat. Sandra Nasic (Guano Apes) (2001)
- Hope vol. 2 feat. Matthias Sayer (Farmer Boys) (2002)
- Faraway vol. 2 feat. Linda (2003)
- Seemann feat. Nina Hagen (2003)
- Bittersweet feat. Ville Valo and Lauri Ylönen (2004)
- Wie Weit & How Far feat. Marta Jandová  (2005)
- Life Burns! feat. Lauri Ylönen (2005)
- Repressed feat. Max Cavalera & Matt Tuck (2006)
- I'm Not Jesus feat. Corey Taylor (2007)
- S.O.S. (Anything But Love) (2007)
- I Don't Care" (2008)
- End of Me (2010)
- Broken Pieces (2010)
- Not Strong Enough" (2010)
- Cold Blood (2015)
- Sin In Justice (2015)
- Me melkein kuoltiin" (feat. Sanni & Tippa) (2019)
- Rise (2019)
- En Route To Mayhem (2019)

### "Válogatások"
- Cult – Special Edition (2001)
- Best of Apocalyptica (2002 Japánban)
- Reflection – Vinyl Edition (2003)
- Amplifield – A Decade of Reinventing The Cello (2006)

### DVD
- Live (2001)
- Reflections Revised /cd+dvd/ (2003)
- The Life Burns Tour (2006)